# Saint-Michel-les-Portes
Saint-Michel-les-Portes este o comună în departamentul Isère din sud-estul Franței. În 2009 avea o populație de 227 de locuitori.

## Evoluția populației
| An        | 1975 | 1982 | 1990 | 1999 | 2006 | 2009 |
| --------- | ---- | ---- | ---- | ---- | ---- | ---- |
| Populație | 85   | 96   | 107  | 143  | 180  | 227  |